# 河瑞允
河瑞允（韓語：하서윤，1998年12月21日—），韓國女演員。

## 演出作品

### 劇集
| 年份 | 播放平台 | 劇名             | 角色     | 備註 |
| 2023 | Disney+  | 《惡中之惡》     | 鄭敏珠   |      |
| 2024 | tvN      | 《魅惑之人》     | 王妃吳氏 | 配角 |
| 2024 | KBS2     | 《熨斗家族》     | 宋秀智   | 配角 |
| 2024 | JTBC     | 《偶然成為家人》 | 都熙珠   | 配角 |

### 電影
| 年份 | 片名           | 角色    | 性質 | 備註  |
| 2024 | 《發力的時候》 | 이사랑  | 主演 | [ 4 ] |
| 2025 | 《Streaming》  | Matilda | 配角 | [ 5 ] |

## 獎項提名
| 年份 | 頒獎典禮           | 獎項                    | 作品          | 結果 |
| 2025 | 第61屆百想藝術大獎 | 電影部門 女子新人演技獎 | 《Streaming》 | 提名 |

## 外部連結
- 官方网站
- 河瑞允的Instagram帳戶
- 河瑞允在NAVER上的资料
- 河瑞允在Daum上的资料
- 河瑞允在互联网电影资料库（IMDb）上的資料（英文）
- 河瑞允在HanCinema的頁面（英文）